# Joinvilleův ostrov
Joinvilleův ostrov je největším ostrovem souostroví Joinville ležícím severovýchodně od špice Antarktického poloostrova od kterého je oddělen průlivem Antarctic Sound. Ostrov měří na délku 74 kilometrů a 22 kilometrů na šířku. 
Ostrov byl objeven v roce 1838 během expedice francouzského mořeplavce Julese Dumonta d'Urville, který ho pojmenoval na počest prince Františka, prince z Joinvillu, třetího syna posledního francouzského krále Ludvíka Filipa. 
Ostrov se nachází na území nárokovaném Argentinou, Británií a Chile.      